# Klipplök
Klipplök (Allium lineare) är en växt som beskrevs 1753 av Carl von Linné. Arten ingår i släktet lökar och familjen amaryllisväxter. Inga underarter finns listade i Catalogue of Life.

## Utbredning
Arten har glest fördelade populationer i Eurasien, från Frankrike till Kazakstan och Mongoliet samt söderut till Italien. I några länder som Polen finns den inte kvar. 

### Förekomst i Sverige
Enligt den svenska rödlistan är arten akut hotad i Sverige och förekommer på Öland.

## Biologi
Klipplök har en eller två lökar, vardera upp till 15 cm i diameter. Stjälken är upp till 60 cm lång. Bladen är platta, kortare än stjälken och mycket smala, sällan mer än 5 mm i diameter. Blommorna är röda.

## Ekologi
Artens livsmiljö är gräsmarker, ofta på slänter, i jordbrukslandskap och i skogsgläntor.